# ریزلکگان
ریزلکگان (نام علمی: Ceraphronidae) نام یک تیره کوچک از راستهٔ پرده بالان است، که شامل ۱۴ جنس و حدود ۳۶۰ گونهٔ شناخته شده می‌باشد. با این‌وجود بسیاری از گونه‌های آن توصیف نشده باقی مانده و در کل، اطلاعات ناچیزی از این خانواده در دست است. بسیاری از آن‌ها در خاک یافت شده، و تعدادی بدون بال هستند.